# Patrouille Linkeroever
Patrouille Linkeroever was een Vlaamse komische televisieserie die werd uitgezonden van 30 maart 2016 tot 1 juni 2016 op VTM. De serie is geschreven door Jonas Van Geel, Jef Hoogmartens en Jeroen Van Dyck. De hoofdrollen worden toegewezen aan Gene Bervoets, Kevin Janssens en Jonas Van Geel. 
De serie speelt zich af op Linkeroever en gaat over de belevenissen van het meest incompetente politiekorps van Vlaanderen. Door tegenvallende kijkcijfers bleef het echter bij één seizoen.

## Locaties
De afleveringen van Patrouille Linkeroever zijn hoofdzakelijk opgenomen op Linkeroever. De binnenopnames hebben plaats gevonden in de lokalen van de Antwerpse zeescouts (1ste Lange Wapper - FOS Open Scouting).

## Personages
| Rol             | Functie               |
| --------------- | --------------------- |
| Gene Bervoets   | Pol Doornik           |
| Eva Binon       | Saskia Van Deun       |
| Mieke De Groote | Liliane Verdonckschot |
| Kevin Janssens  | Bruce Taveniers       |
| Nico Sturm      | Dave Duyns            |
| Jonas Van Geel  | Johannes Geubels      |

## Afleveringen
| Nr. | Titel         | Uitzenddatum  | Gastrollen                                                                            |
| --- | ------------- | ------------- | ------------------------------------------------------------------------------------- |
| 1   | Cameraploeg   | 30 maart 2016 | Maarten Bosmans, Steve Geerts, Bert Huysentruyt, Rabbah Besseghir                     |
| 2   | Molen         | 6 april 2016  | Jef Hoogmartens, Guga Baúl, Bas Teeken                                                |
| 3   | Tunnel        | 13 april 2016 | Bert Huysentruyt                                                                      |
| 4   | Casual Friday | 20 april 2016 | Hilda Vleugels, Maria Thys, Jonas Leemans                                             |
| 5   | Mosselen      | 27 april 2016 | Brik Van Dyck, Ini Massez, Luc Verhoeven                                              |
| 6   | Opendeurdag   | 4 mei 2016    | Gilda De Bal, Liesje De Backer, Patrick Vervueren, Manou Kersting, Debbie Crommelinck |
| 7   | Verjaardag    | 11 mei 2016   |                                                                                       |
| 8   | Feestje       | 18 mei 2016   | Daphne Wellens                                                                        |
| 9   | Paintball     | 25 mei 2016   | Peter Van De Velde                                                                    |
| 10  | Comité P      | 1 juni 2016   | Marc Van Eeghem, Ludo Hoogmartens, Bill Barberis, Günther Lesage, Gilda De Bal        |